# Torgos tracheliotos

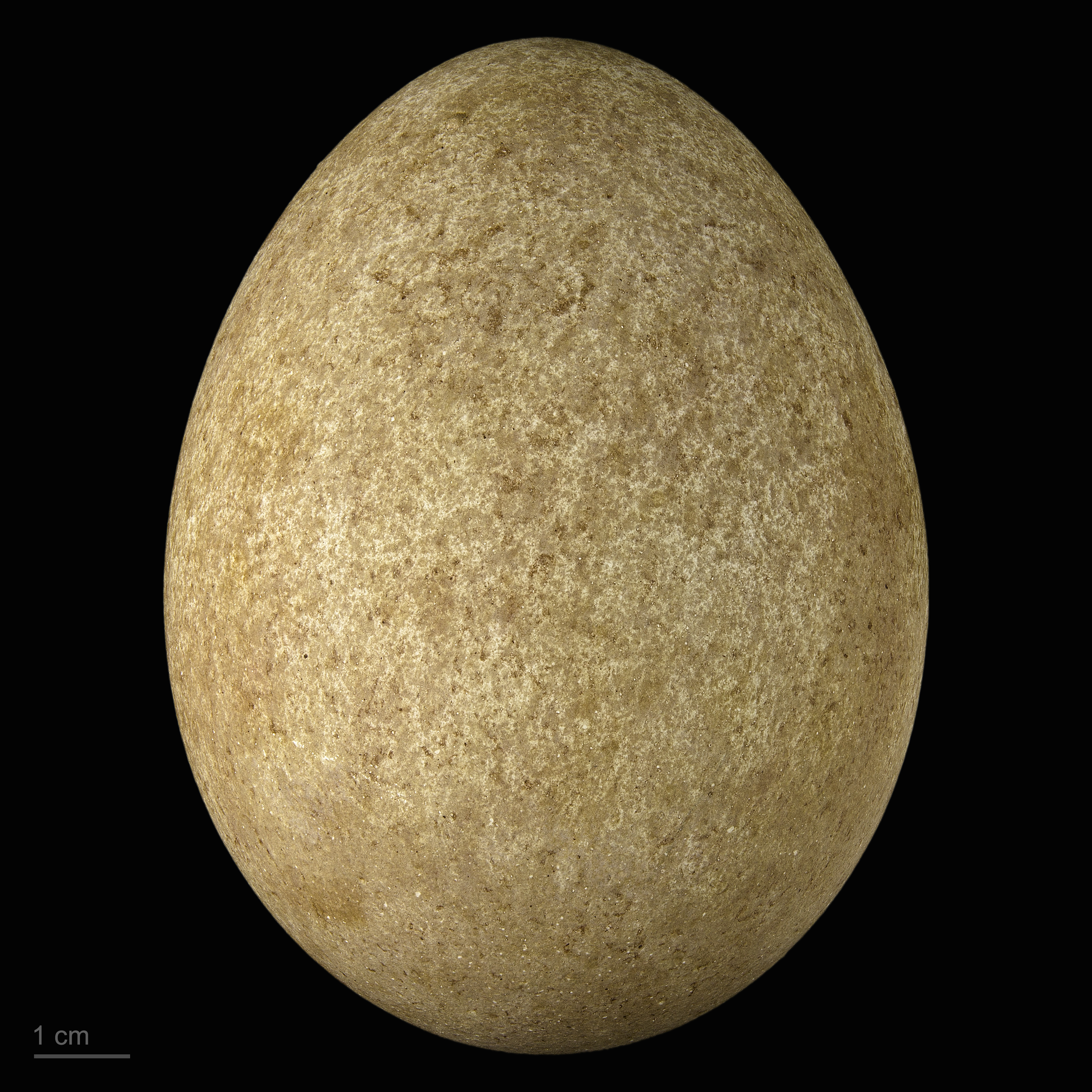
Torgos tracheliotus - MHNT

El buitre orejudo o buitre torgo (Torgos tracheliotos) es una especie de ave accipitriforme de la familia Accipitridae propia de África, de gran tamaño, cuyo aspecto es inconfundible tanto por su gran talla como sobre todo por su pescuezo desprovisto de plumas, y de tintes rosados que le hacen asemejarse a un pavo.
Su principal característica es precisamente su poderoso pico, más grande y macizo que el de la mayoría de las especies de buitres y que constituye una adaptación para poder arrancar y perforar la piel y los duros músculos de los animales muertos. A diferencia del resto de los buitres, el torgo puede perforar la piel de las carroñas para alimentarse, siendo las más magras y duras su especialidad, mientras que el resto de las especies se decantan por las vísceras que son más blandas. En este sentido su papel ecológico viene a ser similar al del buitre negro en Europa, y suele ser el primero en acceder a las carroñas, abriendo paso al resto de las especies de buitre cuando este ya ha perforado la piel y facilitado el camino al interior de la carcasa del animal muerto. Su papel por tanto es de gran importancia, tanto que incluso el resto de las especies de buitre le abre paso para que pueda empezar a despiezar una carroña.

## Subespecies
Se reconocen tres subespecies de Torgos tracheliotos:
- Torgos tracheliotos tracheliotos - sudoeste de Marruecos y África subsahariana
- Torgos tracheliotos nubicus - Egipto y norte de Sudán
- Torgos tracheliotos negevensis - sur de Israel y Península arábiga